# Interplanetary Monitoring Platform G
L'Interplanetary Monitoring Platform G, a volte citato anche come Explorer 41 o con l'acronimo IMP G o IMP 5, è stato un satellite artificiale NASA lanciato nel giugno 1969. È stato il settimo satellite del programma Interplanetary Monitoring Platform, iniziato nel 1963 ed avente lo scopo di ricavare informazioni sul plasma e il campo magnetico interplanetari, ma è comunque spesso indicato come "IMP 5" essendo i precedenti satelliti Interplanetary Monitoring Platform D ed E, spesso considerati parte del sottoprogramma "Anchored IMP" (IMP D ed E sono infatti noti anche come AIMP 1 e 2).
Il satellite del programma IMP che precedette il lancio dell'IMP G fu l'IMP E, lanciato nel luglio 1967, tuttavia la struttura dell'IMP G fece uso del design del satellite Interplanetary Monitoring Platform F che, nonostante il nome faccia supporre il contrario, fu lanciato nel maggio 1967, tre mesi prima dell'IMP E.

## Struttura e funzionamento
Lo scopo principale dell'IMP G era quello di portare avanti gli studi effettuati dai suoi predecessori effettuando misurazioni più dettagliate e precise nello spazio cislunare. A differenza dei primi satelliti del programma IMP, però, l'IMP G, così come anche l'IMP F prima di lui, fu lanciato quando ci si attendeva che l'attività solare avrebbe raggiunto il suo picco. Dati anche i miglioramenti introdotti grazie alle esperienze dei satelliti precedenti, il tempo di vita utile degli IMP F e G fu esteso da uno a due anni.
Come già i satelliti precedenti, rispetto a cui ci fu comunque un notevole aumento della complessità della struttura, del sistema elettrico e degli strumenti scientifici, anche l'IMP G aveva una struttura principale ottagonale in alluminio, a cui erano agganciati quattro bracci, posti a 90° l'uno dall'altro, con all'estremità i pannelli solari utili a ricaricare la batteria, nonché il tubo di spinta del motore. Dalla struttura, larga 71 cm e alta 28,6 cm, partivano anche i due bracci in fibra di vetro lunghi 1,83 m e orientati in direzione opposta che avevano alle loro estremità uno un magnetometro e l'altro una semplice zavorra a fare da bilanciamento (nell'IMP F era invece presente un magnetometro all'estremità di ogni braccio). Il Platform G recava con sé 12 esperimenti (uno in più dell'IMP F) dedicati all'analisi delle particelle costituenti i raggi cosmici, il vento solare e presenti nella magnetosfera, per cui utilizzava, tra le altre cose, delle sonde di Langmuir, nonché all'analisi del campo magnetico interplanetario, per cui utilizzava un magnetometro fluxgate.
Una volta messo in orbita il satellite era stabilizzato utilizzando la tecnica di stabilizzazione di spin, una tecnica di stabilizzazione passiva nella quale l'intero veicolo ruota su se stesso in modo che il suo vettore di momento angolare rimanga pressoché fissato nello spazio inerziale. Il movimento di rotazione è stabile se il satellite gira attorno all'asse che ha momento d'inerzia massimo. Nel caso dell'IMP G, la velocità di rotazione era inizialmente di 27,5 giri al minuto (rpm) ma, a causa della pressione della radiazione solare si rilevarono diverse variazioni in essa. L'asse di spin, invece, era stato posto perpendicolare al piano dell'eclittica.

## Lancio e operatività
L'Interplanetary Monitoring Platform G venne lanciato il 21 giugno 1969 per mezzo di un razzo Delta E dal complesso di lancio 2 della base aerea Vanderberg, in California.
Dopo essersi stabilito in orbita, nonostante alcuni piccoli malfunzionamenti verificatisi subito dopo la partenza, come il malfunzionamento del "Plasma Experiment" realizzato dall'Università del Maryland, il satellite iniziò ad inviare dati a terra con regolarità eccezion fatta per un intervallo di tempo compreso tra il 15 novembre 1971 e il 1º febbraio 1972, quando l'acquisizione dei dati fu limitata dalla vicinanza del foglio neutro della magnetosfera. Tra i dati raccolti, di particolare importanza furono quelli relativi alla più grande tempesta solare mai registrata al 2021, ossia quella avvenuta nell'agosto del 1972.
Nel tempo, vari esperimenti dell'Interplanetary Monitoring Platform G smisero di funzionare (ad esempio, il 10 agosto 1969 l'analizzatore protonico sviluppato dall'Università dell'Iowa cessò improvvisamente le operazioni) ma 9 di essi, sui 12 totali, continuarono a raccogliere e inviare dati fino a poco prima del rientro atmosferico del satellite, avvenuto il 23 dicembre 1972.